# Irrawaddy
L'Irrawaddy (birmano: ဧရာဝတီမ္ရစ္; utilizzato anche Ayeyarwady in inglese e Irrawaddi in italiano) è un fiume che attraversa la Birmania (Myanmar). È il fiume più grande dello Stato (lungo circa 2170 chilometri) ed il relativo canale commerciale navigabile più importante, con un letto di circa 411.000 km².

## Percorso

### Cina

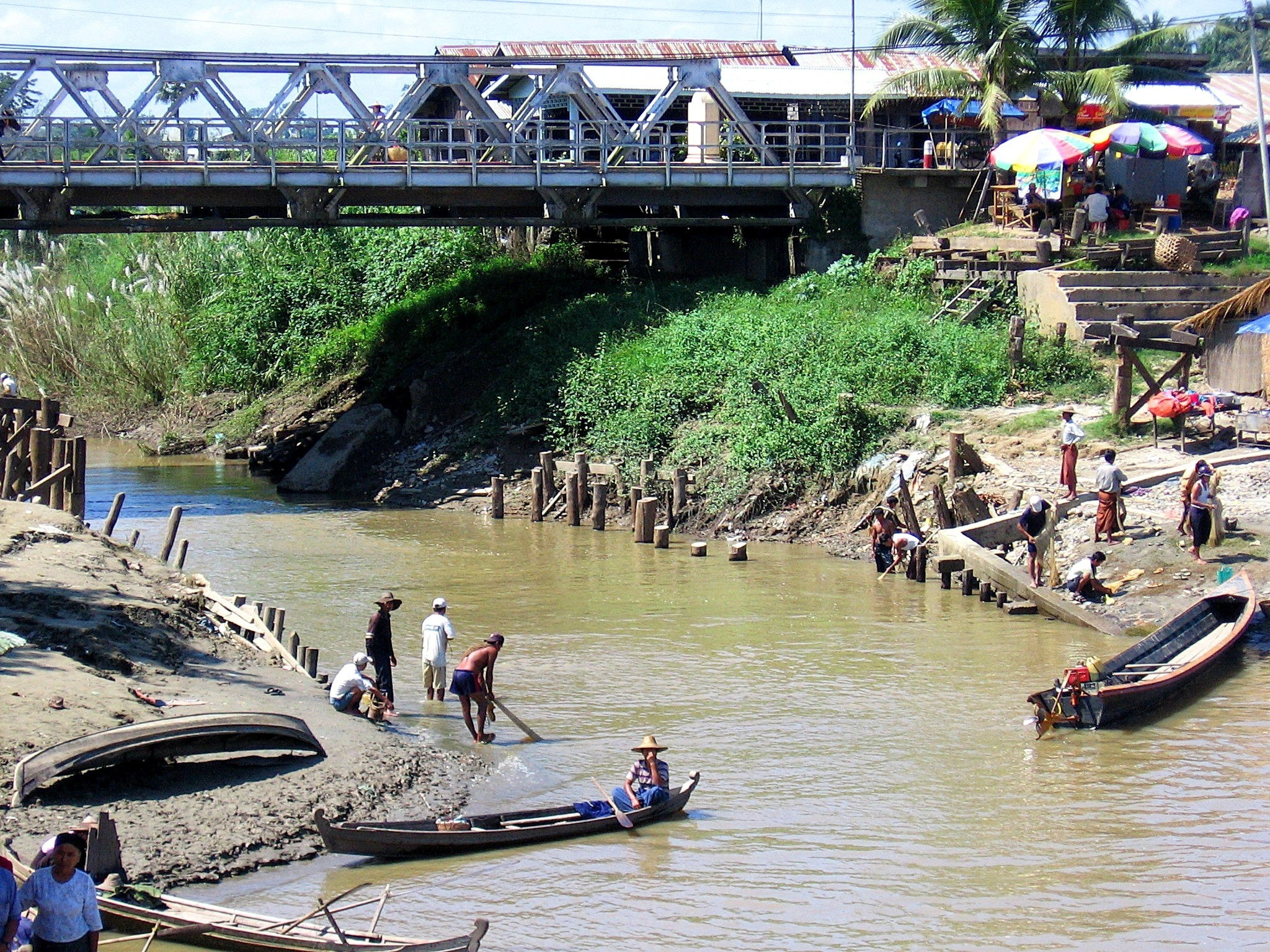
l'Irrawaddy in Cina

L'Irrawaddy scorre per circa 100 km in Cina. La sorgente del fiume è ubicata a 5811 m s.l.m., sul ghiacciaio omonimo. In questo tratto non è navigabile per le numerose cascate anche alte (100 m), scorre con alveo stretto incastonato tra i cordoni morenici dell'Himalaya e riceve diversi fiumi che ne accrescono la portata media.

### Birmania

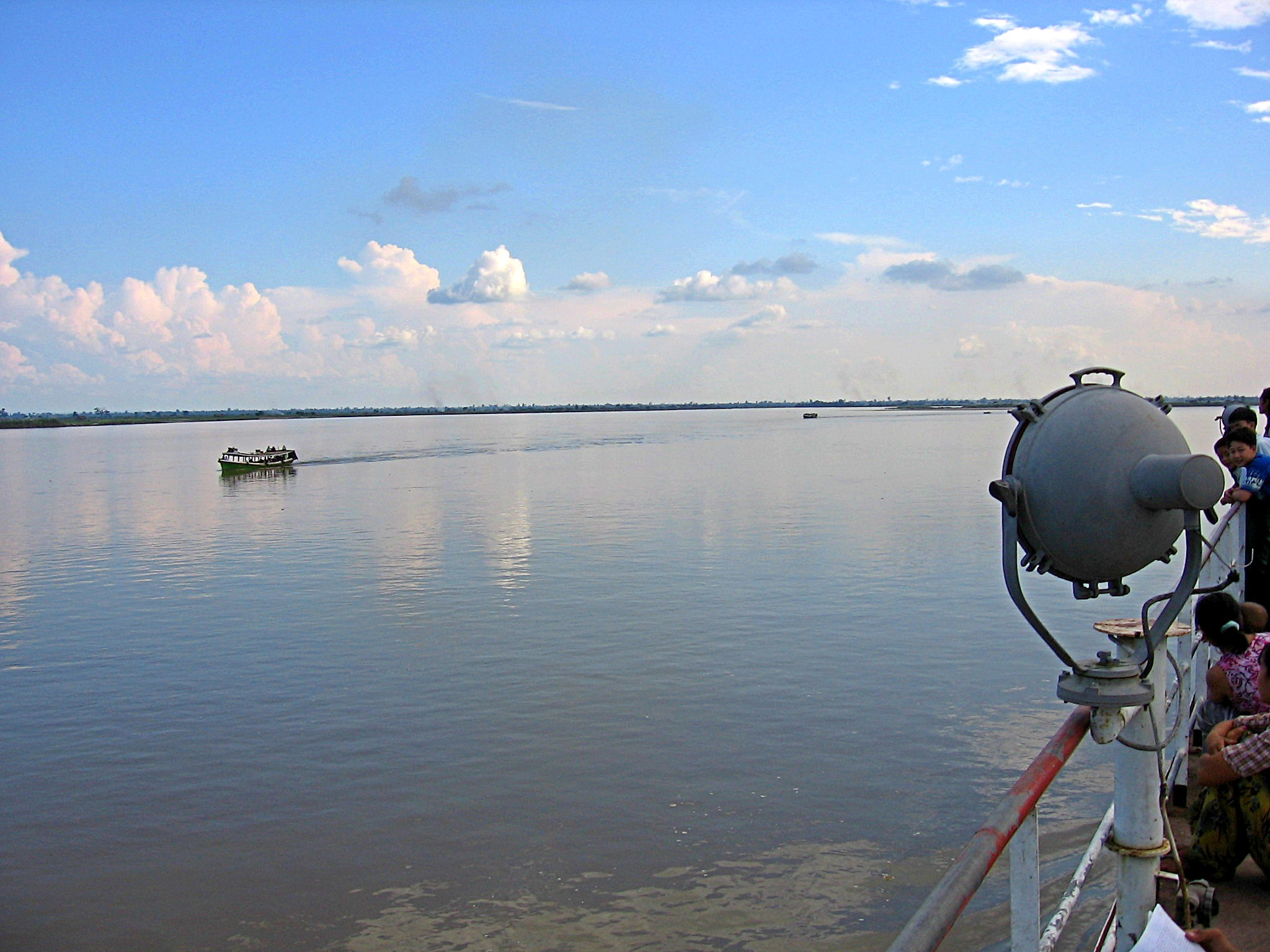
l'Irrawaddy in Birmania

Il fiume scorre per quasi tutto il suo percorso in Birmania. Dopo il corso montano, giunge in pianura dove riceve l'apporto dell'Nmai, del Mali e dello Shweli che accrescono la portata notevolmente, fino a quasi 6000 m³/s. Prima dello sbocco nel lago dell'Irrawaddy, che regola il deflusso del fiume a valle, riceve l'importantissimo apporto del Chindwin, di quasi 4000 m³/s. Da qui in poi, il fiume attraversa ampio e con elevata portata la pianura birmana ed è molto importante per l'economia del paese, poiché è navigabile (avendo 13000 m³/s di portata media), anche da grosse imbarcazioni fino al delta, nel Mare delle Andamane.

## Ponti
Fino al 1934 l'unico modo per attraversare il fiume in Birmania era per mezzo di traghetti. Nel 1934 l'allora governo britannico in Birmania costruì il Ponte di Ava o Inwa Bridge, ponte stradale e ferroviaio situato nel pressi dell'antica città di Ava, dove oggi si trova il villaggio di Inwa.
Alla fine nel XX secolo è stato dato il via alla costruzione di una serie di nuovi ponti, per soddisfare le esigenze del traffico moderno.
Tra i ponti principali che attraversano l'Irrawaddy è possibile citare:
- Ponte di Ava, primo ponte costruito sul fiume, crollato durante il terremoto del 28 marzo 2025.
- Ponte Irrawaddy o Yadanabon Bridge, ponte stradale del 2008 che collega Sagaing e Mandalay.
- Ponte di Pakokku, ponte stradale e ferroviario inaugurato nel 2011, situato nell'omonima città.